# Neottiophilum praeustum
Espèce
Synonymes
- Neottiophilum fringillarum (Frauenfeld, 1868)

Neottiophilum praeustum est une espèce d'insectes diptères de la famille des Piophilidae. Les larves sont ectoparasites d'oiseaux nicheurs, majoritairement des passereaux. Elles vivent dans la paroi du nid et s'accrochent périodiquement aux oisillons pour en sucer le sang. Cette espèce est présente en Europe occidentale et centrale.

## Systématique
Neottiophilum praeustum, décrite par Johann Wilhelm Meigen en 1826, est incluse au sein de la petite famille Neottiophilidae établie par Hendel en 1922. Aujourd'hui, certains auteurs la reconnaissent comme une famille à part entière alors que d'autres la reconnaissent comme une sous-famille de Piophilidae : les Neottiophilinae. Ces deux taxons comprennent le genre Actenoptera (trois espèces holarctiques : A. shatalkini, A. avalona, A. hilarella) et le genre, Neottiophilum qui ne contient qu'une seule espèce : N. praeustum,. Cette espèce est parfois improprement nommée Neottiophilum praestrum,.

## Description

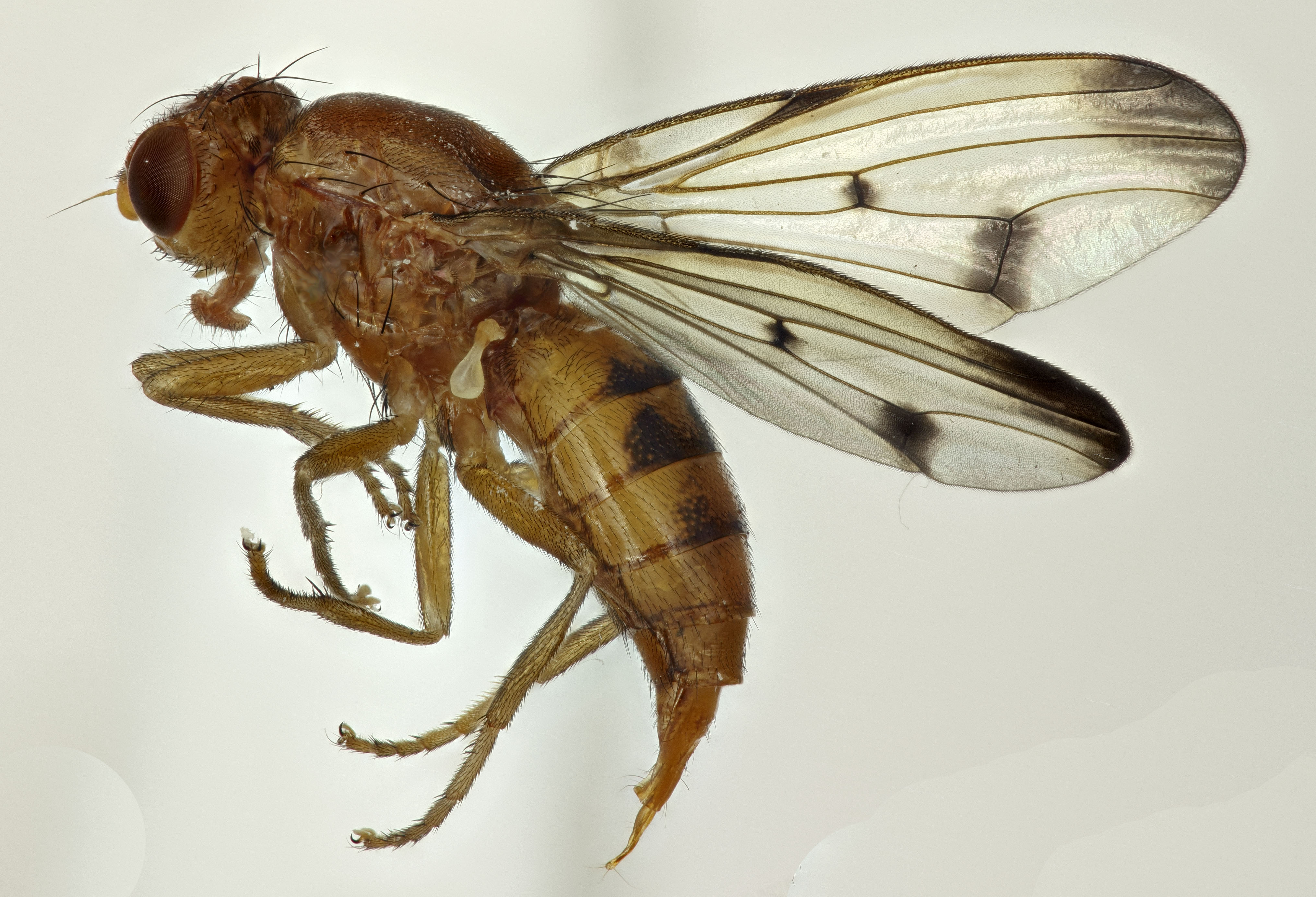
Neottiophilum praeustum, femelle (Est-Suffolk, Grande Bretagne)

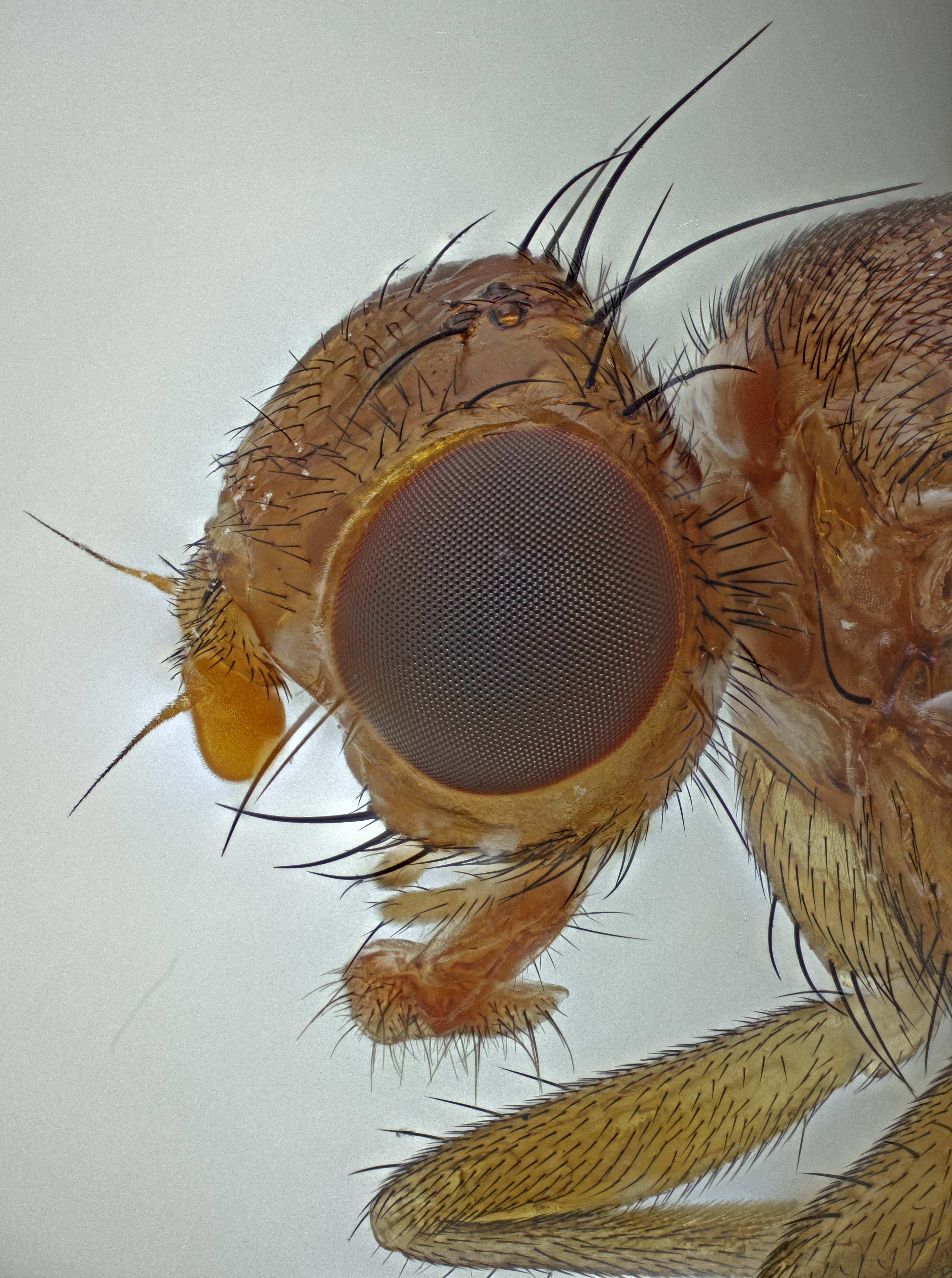
Tête de Neottiophilum praeustum, femelle (Est-Suffolk, Grande Bretagne)

L'imago Neottiophilum praeustum mesure de 8,5 à 9,5mm de long. Son corps est entièrement un roux brillant. Sa tête présente un triangle ocellaire muni d'une petite tache antérieure noire. Son mésonotum est constitué de trois bandes sombres peu distinctes. Ses pattes ne comportent pas d'épines ventrales sur leur surface interne. Ses ailes sont grises, le bord costal et l'apex étant plus ou moins ombrés. La femelle est munie d'un ovipositeur extensible,.
Le corps de la larve mature mesure 10-11 mm de long et 2,8 mm de large au centre. Ovale, il présente des plis transversaux profonds et son tégument est pâle, presque blanc. Sur la surface ventrale de chaque segment thoracique se trouvent des groupes de trois poils sensoriels représentant les vestiges des pattes. La surface ventrale comporte une épine sur chaque segments. Les crochets latéraux de l'armature bucco-pharyngienne sont égaux et présentent des lames incurvées très pointues. Les spiracles antérieurs, portés sur le premier segment thoracique, ont environ quatorze papilles spiraculaires. Le corps de la larve engorgée devenu brun atteint 15 mm de long, formant un cône à l'extrémité antérieure pointue et à l'extrémité postérieure large et arrondie. À ce stade, son tégument est lisse et étiré. Afin de la différencier des Calliphoridae et plus particulièrement de Protocalliphora azurea, la clé de détermination se base sur la présence de fines spinules développées seulement sur le bord antérieur des segments et la morphologie des spiracles antérieurs,,.
La pupe, quant à elle, est noirâtre et conserve la morphologie externe de la larve.

## Éthologie

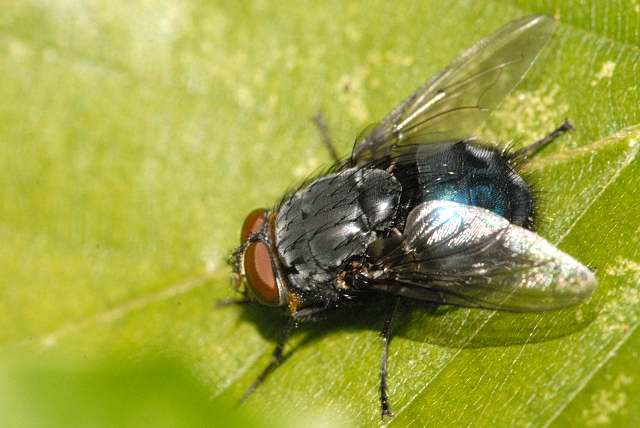
Protocalliphora azurea (Protocalliphora, Calliphoridae), espèce proche par son comportement

Étant un ectoparasite inféodé aux jeunes passereaux, Neottiophilum praeustum est adaptée au cycle de vie de ses hôtes. Le dépôt des œufs a lieu soit au moment de la ponte de ses hôtes, soit à la naissance des jeunes. La femelle pond entre 100 et 120 œufs directement dans les nids. Après un court intervalle, les larves éclosent et vivent dans les matériaux qui constituent le nid s'accrochant de temps en temps aux oisillons afin de prélever du sang pour s'en nourrir. Selon certains auteurs, les larves ne peuvent consommer que du sang frais et ne survivent que quelques jours à des oisillons morts. Or, d'autres chercheurs ont suggéré qu'après la mort de l'hôte, les larves pourraient se nourrir de ses organes internes ; cependant, les tentatives d'élevage de larves sur des poulets tués ont été infructueuses et il apparaît qu'en temps normal, la larve ne soit pas nécrophage. Le temps de nourrissement de la larve est bref et fortement corrélé au temps de développement de son hôte. À titre d'exemple, le développement de l'oisillon de la Grive litorne dure en temps normal 12 jours. Lorsque la larve est entièrement nourrie, elle se met en diapause durant quelques mois avant de se puposer à l'automne. Hivernant à ce stade au sein du nid, l'imago émerge au printemps suivant afin de rejoindre une nouvelle nichée,. Cette espèce semble univoltine,.
Le comportement de Neottiophilum praeustum est similaire à celui de Protocalliphora azurea, ces deux espèces ne se retrouvant que très rarement au sein du même nid. Il semble que N. praeustrum porte une préférence pour les oiseaux construisant des nids ouverts. À contrario, P. azurea préfère ceux dont le nid est fermé, particulièrement compact et comporte un trou d'entrée tels que les Hirondelles ou les Mésanges.

## Impact parasitaire

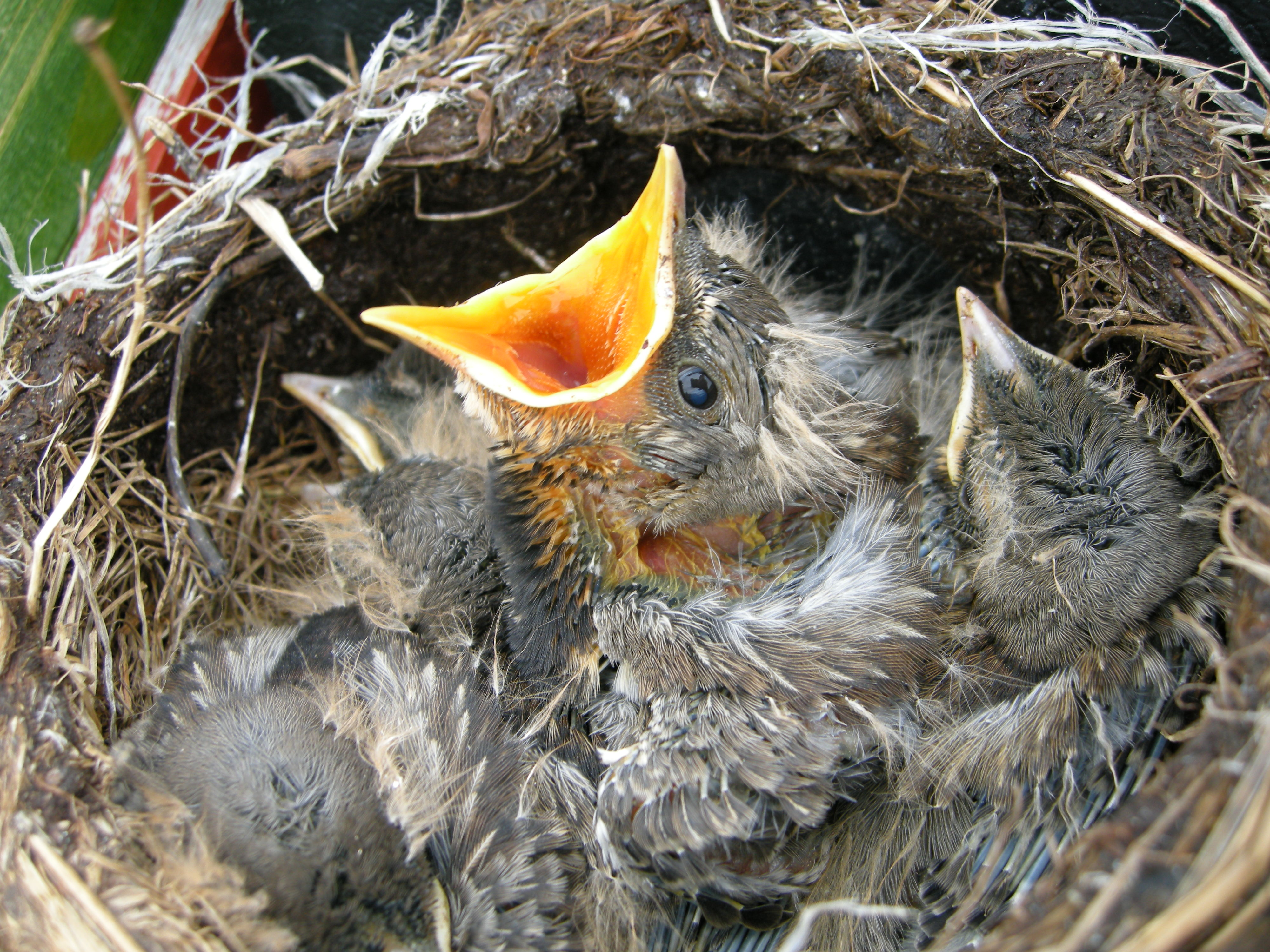
Oisillon de la Grive litorne quémandant de la nourriture

Les espèces impactées par Neottiophilum praeustum sont au moins 23, incluant l'Épervier d'Europe, la Corneille noire, le Grimpereau des bois, le Troglodyte mignon, la Grive draine, la Grive musicienne, la Grive litorne, le Merle noir, le Rossignol philomèle, la Fauvette à tête noire, l'Accenteur mouchet, le Verdier d'Europe, la Linotte mélodieuse, le Pinson des arbres et le Moineau domestique,,.
En 1989, l'examen des nids de Grande-Bretagne montre un taux de prévalence de l'ordre de 9.01% des nids pour les Neottiophilidae. À titre comparatif, 6.7% des nids étaient impactés par des Carnidae et 3.43% par des Calliphoridae. Une étude menée à Moscou entre 2014 et 2016 sur 25 nids de Grive litorne montre que le nombre de larve est très variable d'un nid infesté à un autre, allant d'une centaine à plus de 200. Il est possible qu'un grand nombre de larves puisse entraver le développement des oisillons, voire soit fatal. Cependant, cette étude ne montre pas d'effet létal et qu'il n'y a pas de corrélation entre le nombre élevé de larves et le déclin des oisillons.

## Distribution
Neottiophilum praeustum est présente en Europe occidentale et centrale et plus particulièrement au Royaume-Uni, aux Pays-Bas, en France,, en Allemagne, en Autriche,, en Suisse, en République tchèque, en Norvège, en Suède, en Finlande, en Pologne, en Slovaquie, en Russie du Nord-Ouest de l'Europe en Hongrie et en Ukraine.
En France, cette espèce est mentionnée en Haute-Loire, en mai, dans un vieux nid de Merle noir et en Isère, en juin, dans un nid de Rossignol philomèle.